# Sepp Weiss
Pour les articles homonymes, voir Weiss.
Sepp Weiss est un footballeur et entraîneur ouest-allemand puis allemand né le 13 mars 1952 à Freising. Il évoluait au poste de milieu de terrain.

## Biographie
Formé au Bayern Munich, Sepp Weiss débute avec l'équipe première lors de la saison 1974-1975 en première division ouest-allemande,,.
Lors de la campagne de Coupe des clubs champions de cette même saison, il dispute deux matchs, dont la finale remportée contre Leeds United. 
Il connaît aussi la consécration internationale en remportant la Coupe intercontinentale 1976,.
En 1978, il rejoint le Würzburger FV, qui évolue alors en deuxième division ouest-allemande,.
Weiss est transféré au SpVgg Bayreuth en 1980, il ne reste qu'une unique saison à Bayreuth,.
Sepp Weiss joue au total 36 matchs en première division ouest-allemande, pour aucun but marqué, et 69 matchs en deuxième division ouest-allemande pour un but marqué. Au sein des compétitions européennes, il dispute cinq matchs de Coupe des clubs champions, deux matchs de Supercoupe de l'UEFA, et enfin une rencontre de Coupe intercontinentale, sans marquer de but.

## Palmarès
| Bayern Munich - Coupe intercontinentale (1) : - Vainqueur : 1976 - Coupe des clubs champions (2) : - Vainqueur : 1974-75 et 1975-76. |